# Джордж Катлин
Джордж Катлин (на английски: George Catlin) е американски адвокат, пътешественик, художник, специализирал в портрети на индианци в американските граници, и писател на произведения в жанра пътепис, мемоари и документалистика.

## Биография и творчество
Джордж Катлин е роден на 26 юли 1796 г. в Уилкс-Баре, Пенсилвания, САЩ. Израства сред трапери, ловци, изследователи и заселници, които остават със семейството му по време на пътуванията им на запад. Той е силно заинтригуван от историите, разказани му от майка му, Поли Сътън, която е била заловена от индианци заедно с баба му по време на битката при Уайоминг през 1778 г. в Пенсилвания (известно като клането в долината на Уайоминг). Прекарва голяма част от детството си, скитайки в гората и търсейки индиански артефакти.
Следвайки професията на баща си следва в Юридическия факултет в Личфийлд. Приет е в адвокатската колегия през 1819 г. и практикува право в продължение на две години, преди да се откаже, за да пътува и да учи изкуство. Развива страст към живописта и се опитва да продължи кариерата си като портретен художник. През 1823 г. учи изкуство във Филаделфия и става известен с работата си като портретист. След среща с „племенна делегация от индианци от западната граница, Катлин се запалва да опише индианските обичаи и индивиди.“ В края на 20-те години Катлин рисува портрети, включително един от управителя на Ню Йорк Деуит Клинтън, който му поръчва литографии на сцени от новооткрития канал Ери, за възпоменателна брошура. През 1828 г. се жени за Клара Грегъри, която е от проспериращо семейство търговци в Олбъни, щат Ню Йорк. Въпреки щастливия си брак той решава да пътува на запад.
Пътувайки до американския запад пет пъти през 1830-те, Катлин пише и рисува портрети, които изобразяват живота на индианците от равнините. Ранната му работа включва гравюри, нарисувани от природата, на обекти по маршрута на канала Ери в щата Ню Йорк. Няколко от неговите интерпретации са публикувани в една от първите печатни книги, използващи литография.
Катлин започва пътуването си през 1830 г., когато придружава губернатора Уилям Кларк на дипломатическа мисия нагоре по река Мисисипи на индианска територия. Сейнт Луис (тогава на границата) става негова оперативна база за пет пътувания, които предприема между 1830 и 1836 г., като в крайна сметка посещава петдесет племена. Две години по-късно той изкачва река Мисури на повече от 3000 км до Търговска поща Форт Юниън, близо до сегашната граница между Северна Дакота и Монтана, където прекарва няколко седмици сред местните хора, които все още са относително недокоснати от европейската култура. Той посещава осемнадесет племена, включително поуни, омаха и понка на юг и мандани, хидатска, шайени, кроу, асинибойни и сихасапа на север. Там създава най-ярките и проницателни портрети в кариерата си рисувайки индианците като индивидуални личности, както и ловни сцени, церемонии, игри и пейзажи от времето преди идването на новите заселници. По време на по-късни пътувания по реките Арканзас, Ред и Мисисипи, както и посещения във Флорида и Големите езера, той създава повече от 500 картини и събира значителна колекция от артефакти.
Когато Катлин се завръща на изток през 1838 г., той събира картините и многобройните артефакти в своята индианска галерия и започва да изнася публични лекции, които се основават на личните му спомени за живота сред американските индианци. Катлин пътува със своята индианска галерия до големи градове като Питсбърг, Синсинати и Ню Йорк. Може да се смята галерията му за първото шоу „Див Запад“, тъй като разкрива екзотичния живот на западните индианци на жителите на града. Скоро след това той започва цял живот да полага усилия да продаде колекцията си на правителството на САЩ. Пътуващата му индианска галерия не привлича платежоспособната публика, необходима на Катлин, за да остане финансово стабилен, а Конгресът на САЩ отхвърля първоначалната му петиция за закупуване на произведенията. През 1839 г. Катлин пренася колекцията си в Европа за обиколка на европейските столици. Като шоумен и предприемач той първоначално привлича тълпи в своята „индианска галерия“ в Лондон, Брюксел и Париж. Намирайки по-възприемчива публика в Европа се мести със семейството си в Англия през ноември 1839 г., след това в Париж през 1845 г. и в крайна сметка заживява в Остенде. След провала на продажбата на галерията на правителството на САЩ, през 1852 г. той е принуден да продаде оригиналната индианска галерия, сега от 607 картини, поради лични дългове, на индустриалеца Джоузеф Харисън. В последните 20 години от живота си прави опити да пресъздаде колекцията си и рисува над 400 картини по оригиналните.
През 1841 г. Катлин публикува книгата „Нрави, обичаи и условия на северноамериканските индианци“ в два тома с приблизително 300 гравюри. Три години по-късно той публикува 25 плочи, озаглавени „Портфолиото на Северноамериканските индианци на Катлин“, а през 1848 г. „Осемгодишни пътувания и пребиваване в Европа“. В периода 1852 – 1857 г. Катлин пътува през Южна и Централна Америка и по-късно се завръща за по-нататъшно изследване на американското западно крайбрежие. Мемоарите му са публикувани в книгата „Последни разходки сред индианците от Скалистите планини и Андите“ през 1868 г.
През 1870 г. се завръща в САЩ. През 1872 г. Катлин пътува до Вашингтон, по покана на Джоузеф Хенри, първият секретар на Смитсоновия институт. До смъртта си работи в студио в „Замъка“ на института.
Джордж Катлин умира на 23 декември 1872 г. в Джърси Сити, Ню Джърси.
През 1879 г. вдовицата на Джоузеф Харисън дарява оригиналната индианска галерия на Катлин, повече от 500 творби, заедно със свързани с тях артефакти на Смитсоновия институт, като колекцията става част от Смитсоновия музей за американско изкуство. Около 700 скици на Джордж Катлин се съхраняват в Американския музей по естествена история в Ню Йорк. Някои артефакти на Катлин са в колекциите на Музея по археология и антропология на Университета на Пенсилвания. Библиотеката „Хънтингтън“ в Сан Марино, Калифорния, притежава 239 илюстрации на Катлин за индианци от Северна и Южна Америка, както и други илюстративни и ръкописни материали от Катлин. На името на Джордж Катлин е наречен материала „катлинит“ (разновидност на аргилита), който е бил добиван от индианците в Минесота за направата на лулите на мира. През 2001 г. е включен в Националната зала на славата. Катлин и неговата дейност фигурират многократно в романа „Сенчест етикет“ от 2010 г. на Луиз Ърдрич, където той е обект на незавършената докторска дисертация на героя Ирен Америка.

## Произведения

### Картини
- Ша-ко-пай, Шестия, вождът на равнините Оджибва, 1832 г.
- Mah-to-toh-pe
- Г-жа Пътнам Катлин, 1825 г. (Смитсонов музей за американско изкуство)
- Малката мечка, Хънкпапа Смелия, 1832 г.
- Oó-je-en-á-he‑a, Жената, която живее в меча бърлога, 1832
- Sha-kó-ka, красиво момиче, 1832 г.
- Pshán-shaw, Pshán-shaw, сладко ухаеща трева, 12-годишна дъщеря на Кървава ръка, 1832 г.
- Южната страна на остров Бъфало, 1832 г.
- Сцената на изрязване, церемония Мандан О-ки-па, 1832 г. (Денвърски музей на изкуството)
- Мушулатуби, Този, който води и убива, Вожд на Чокто, 1834
- Koon-za-ya-me, Female War Eagle, 1834 г.
- Постиженията на команчите в ездата, 1834 – 1835 г.
- Танц с топка, ~1835 (Галерия Ренуик, Вашингтон)
- Ojibwa Portaging Around the Falls of St. Anthony, 1835 – 1836 г.
- Портрет на креолска жена с Мадрас Тиньон, около 1837 г. (Музей на Вирджиния за изящно изкуство)
- Wi-jún-jon, Главата на гълъбово яйце (Светлината), Отиване и завръщане от Вашингтон, 1837 – 1839 г.
- Оцеола, Черната напитка, воин с голямо отличие, 1838 г.
- Mick-e-no-páh, вожд на племе, 1838 г.
- Joc-O-Sot, The Walking Bear, 1844 г., литография
- Нападение на гризли, no. 19, 1844 г.
- Ru-ton-ye-wee-ma, Strutting Pigeon, съпругата на Белия облак, 1844 г.
- Ru-ton-wee-me, Гълъбово крило' , 1844 г.
- Koon-za-ya-me, Женски боен орел, 1844 г.
- Пасящ бизон, литография, 1845 г.
- Игра с топка на чокто, 1846 – 1850 г.
- Типи, около 1850 г.
- Играчи на лакрос, литография
- Портрет на вожда на племето комкомли
- Wah-ro-née-sah, The Surrounder, вожд на племето ото, 1832 г.
- The Falls of Saint Anthony, 1871, Музей Тисен-Борнемиса

### Книги
- Comanche Feats of Martial Horsemanship (1834)[1][2][3]
- Manners, Customs, and Condition of the North American Indians (1941)
- Catlin's North American Indian Portfolio (1944)
- Eight Years' Travels and Residence in Europe (1948)
- Letters and Notes on the Manners, Customs and Conditions of North American Indians – т. 1 и 2 (1857)
- Life Among the Indians (1861)
Живота на индийцитѣ • Разкази из живота на американскитѣ обитатели, изд. „Е. П. Христовъ“ (1898), прев.
- The Breath of Life (1862) – издаден и като „Shut Your Mouth and Save Your Life„
- Last Rambles among the Indians of the Rocky Mountains and the Andes (1868)
- Illustrations of the manners, customs & condition of the North American Indians – т. 1 и 2 (1976)